# 梅莉凯
梅莉凯（Mielikki）是角色扮演游戏《龙与地下城》的被遗忘的国度设定中的一个中立善良的神。她是森林、游侠和动物的守护神。通常以少女的形态出现，她的纹章是一只独角兽，或者是一片画有白色星辰的树叶。